# Louvigny (Moselle)
Pour les articles homonymes, voir Louvigny.
Louvigny [luviɲi] est une commune française située dans le département de la Moselle en région Grand Est.

## Géographie

### Homonymie
Trois autres communes portent le même nom : Louvigny dans le département du Calvados, Louvigny dans le département de la Sarthe et Louvigny dans le département des Pyrénées-Atlantiques.

### Localisation

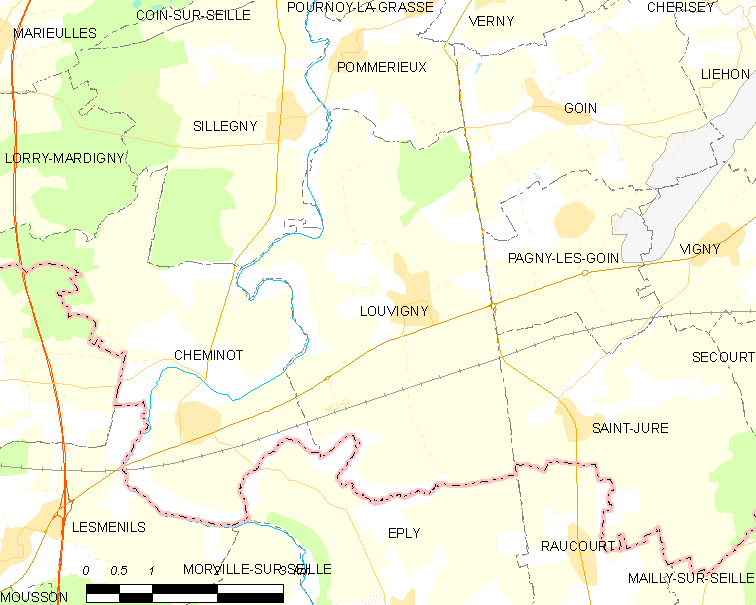
Carte de la commune.

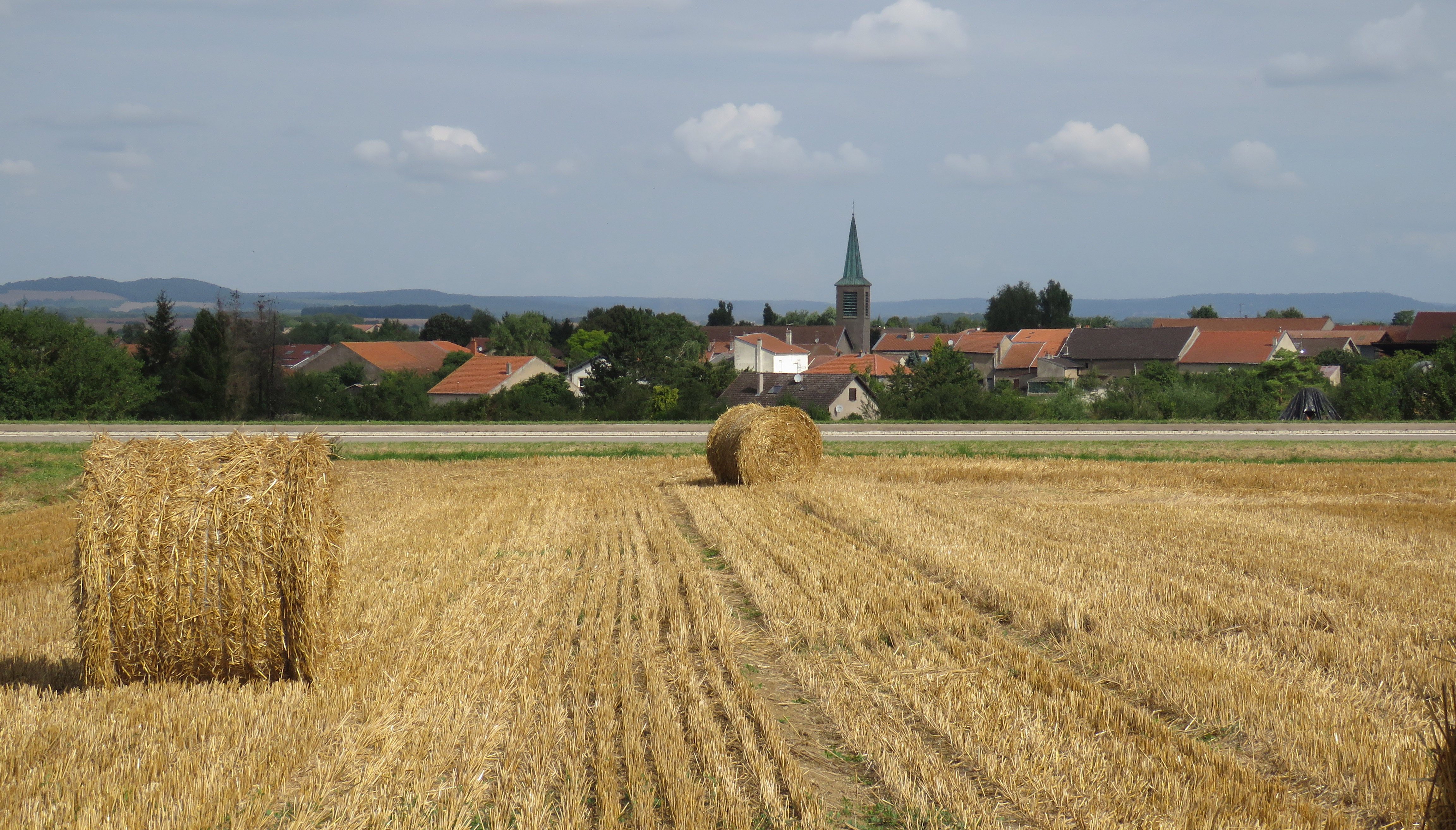
Vue sur le village.

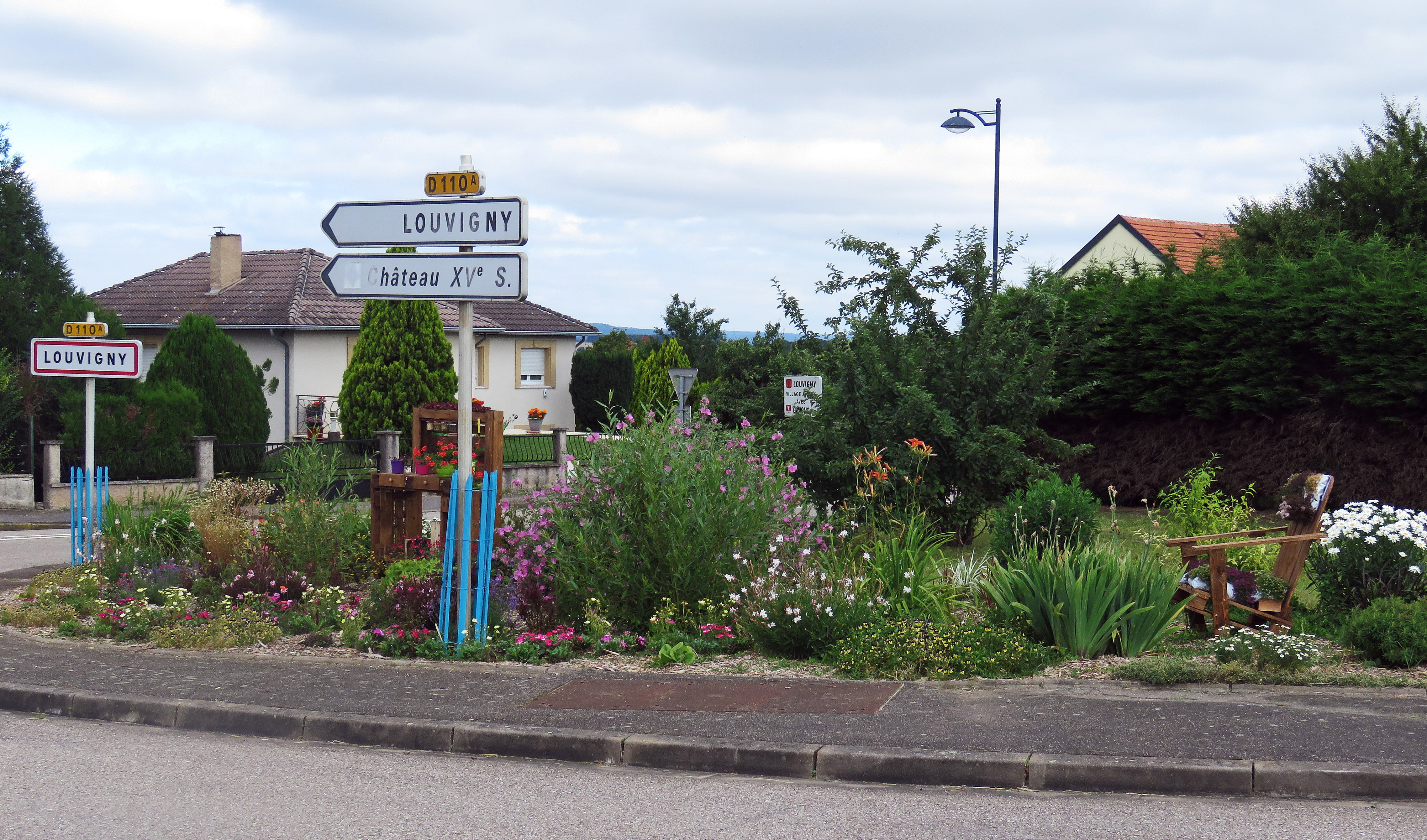
Entrée du village par la rue du Stade.

La commune de Louvigny est située en vallée de la Seille, cours d'eau marquant la limite occidentale de la commune.
Elle se situe en Moselle et est limitrophe avec le département de Meurthe-et-Moselle et la commune d'Éply dont le Ruisseau de Moince marque la limite sud.

### Communes limitrophes
| Sillegny | Pommérieux              | Goin                                   |
| Cheminot | Louvigny                | Pagny-lès-Goin                         |
|          | Eply Meurthe-et-Moselle | Saint-Jure Raucourt Meurthe-et-Moselle |

### Lieux-dits
La commune possède deux écarts : la ferme de la Hautonnerie et celle de Moince.

### Voies de communication et transports
Le village est situé à 6 kilomètres de l'Aéroport Metz-Nancy-Lorraine.
La gare de Lorraine TGV est située sur la commune, le long de la Départementale 910 entre Louvigny et Cheminot.
Le village est desservi par les Départementales 910 (Pont-à-Mousson à Saint-Avold) et 913 (Metz à Nancy via Nomeny).
L'échangeur no 28 de l'autoroute A31 entre Metz et Nancy est situé à 7 kilomètres sur la commune de Lesménils.
Louvigny est relié directement à ses communes limitrophes par la Départementale 910 (Cheminot), la Départementale 913 (Pagny-lès-Goin, Goin et Saint-Jure) et la Route de Moince (Éply). L'ancien chemin reliant Pommérieux n'existe plus, de sorte qu'il faut passer par Verny pour rejoindre ce village par la route. De même, l'ancien chemin reliant Raucourt a disparu pour partie à hauteur de la LGV Est européenne, de sorte qu'il faut passer par Saint-Jure ou prendre la route d'Éply pour rejoindre ce village.
La commune n'a jamais été reliée à Sillegny.

### Hydrographie
La commune est située dans le bassin versant du Rhin au sein du bassin Rhin-Meuse. Elle est drainée par la Seille, le ruisseau de Moince, le ru de Cumine, le ruisseau de Chesny et Rupt de Beux.
La Seille, d'une longueur totale de 137,7 km, prend sa source dans la commune de Maizières-lès-Vic et se jette  dans la Moselle à Metz en limite avec Saint-Julien-lès-Metz, après avoir traversé 57 communes.
Le ruisseau de Moince, d'une longueur totale de 18 km, prend sa source dans la commune de Solgne et se jette  dans la Seille à Éply, après avoir traversé six communes.

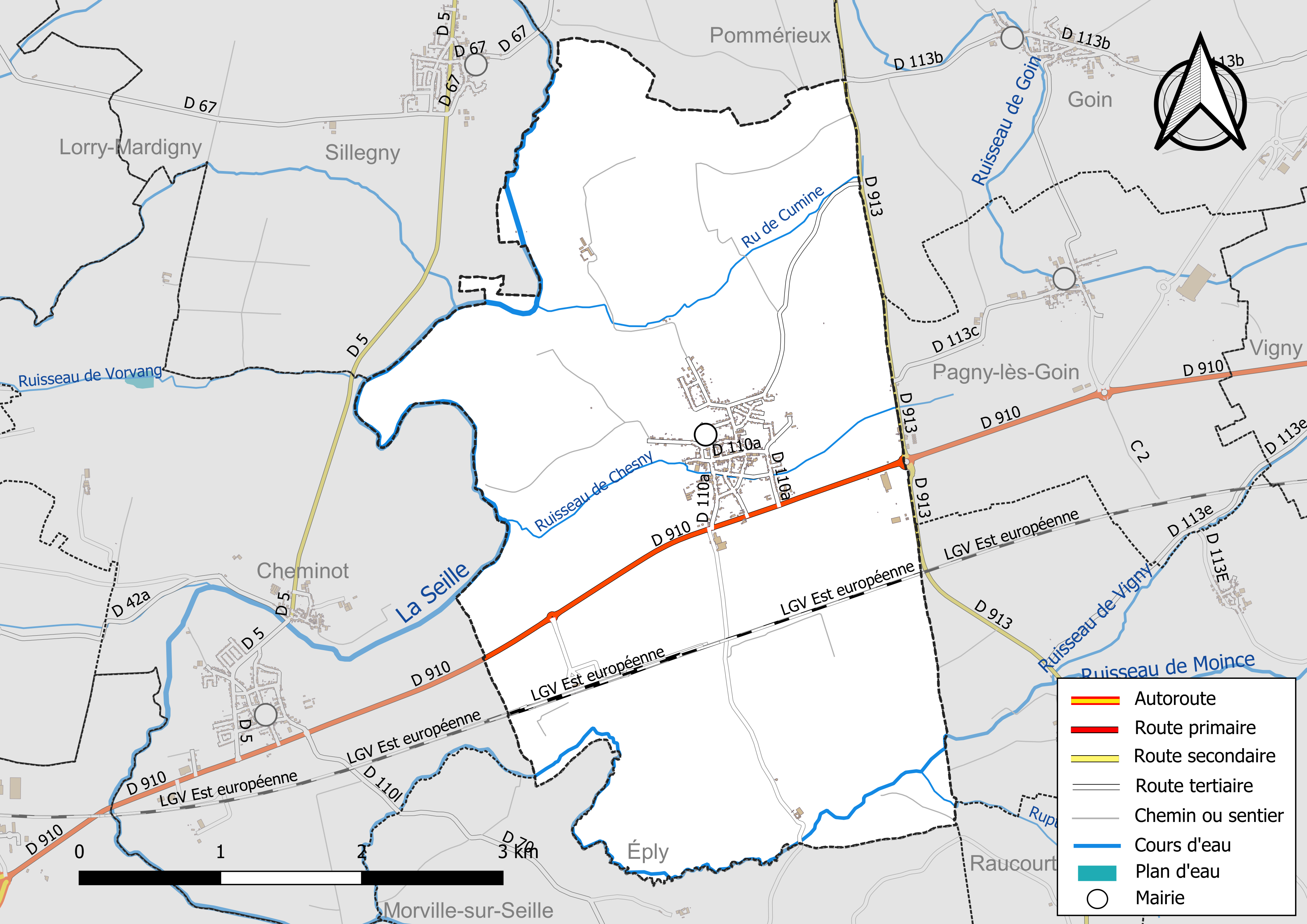
Réseaux hydrographique et routier de Louvigny.

La qualité des eaux des principaux cours d’eau de la commune, notamment de la Seille et du ruisseau de Moince, peut être consultée sur un site spécial géré par les agences de l’eau et l’Agence française pour la biodiversité.

### Climat
Pour des articles plus généraux, voir Climat du Grand Est et Climat de la Moselle.
En 2010, le climat de la commune est de type climat océanique dégradé des plaines du Centre et du Nord, selon une étude du Centre national de la recherche scientifique s'appuyant sur une série de données couvrant la période 1971-2000. En 2020, Météo-France publie une typologie des climats de la France métropolitaine dans laquelle la commune est exposée à un climat semi-continental et est dans la région climatique  Lorraine, plateau de Langres, Morvan, caractérisée par un hiver rude (1,5 °C), des vents modérés et des brouillards fréquents en automne et hiver. 
Pour la période 1971-2000, la température annuelle moyenne est de 9,8 °C, avec une amplitude thermique annuelle de 16,8 °C. Le cumul annuel moyen de précipitations est de 740 mm, avec 11,4 jours de précipitations en janvier et 9 jours en juillet. Pour la période 1991-2020, la température moyenne annuelle observée sur la station météorologique de Météo-France la plus proche, « M.n.l. », sur la commune de Goin à 4 km à vol d'oiseau, est de 10,7 °C et le cumul annuel moyen de précipitations est de 678,8 mm. 
La température maximale relevée sur cette station est de 39,5 °C, atteinte le 24 juillet 2019 ; la température minimale est de −16,3 °C, atteinte le 2 janvier 1997,,. 
Les paramètres climatiques de la commune ont été estimés pour le milieu du siècle (2041-2070) selon différents scénarios d'émission de gaz à effet de serre à partir des nouvelles projections climatiques de référence DRIAS-2020. Ils sont consultables sur un site spécial publié par Météo-France en novembre 2022.

## Urbanisme

### Typologie
Au 1er janvier 2024, Louvigny est catégorisée bourg rural, selon la nouvelle grille communale de densité à sept niveaux définie par l'Insee en 2022.
Elle est située hors unité urbaine. Par ailleurs la commune fait partie de l'aire d'attraction de Metz, dont elle est une commune de la couronne,. Cette aire, qui regroupe 245 communes, est catégorisée dans les aires de 200 000 à moins de 700 000 habitants,.

### Occupation des sols
L'occupation des sols de la commune, telle qu'elle ressort de la base de données européenne d’occupation biophysique des sols Corine Land Cover (CLC), est marquée par l'importance des territoires agricoles (90,3 % en 2018), une proportion sensiblement équivalente à celle de 1990 (91,1 %). La répartition détaillée en 2018 est la suivante : 
terres arables (72,5 %), prairies (17,8 %), forêts (5,6 %), zones urbanisées (4,1 %). L'évolution de l’occupation des sols de la commune et de ses infrastructures peut être observée sur les différentes représentations cartographiques du territoire : la carte de Cassini (XVIIIe siècle), la carte d'état-major (1820-1866) et les cartes ou photos aériennes de l'IGN pour la période actuelle (1950 à aujourd'hui).

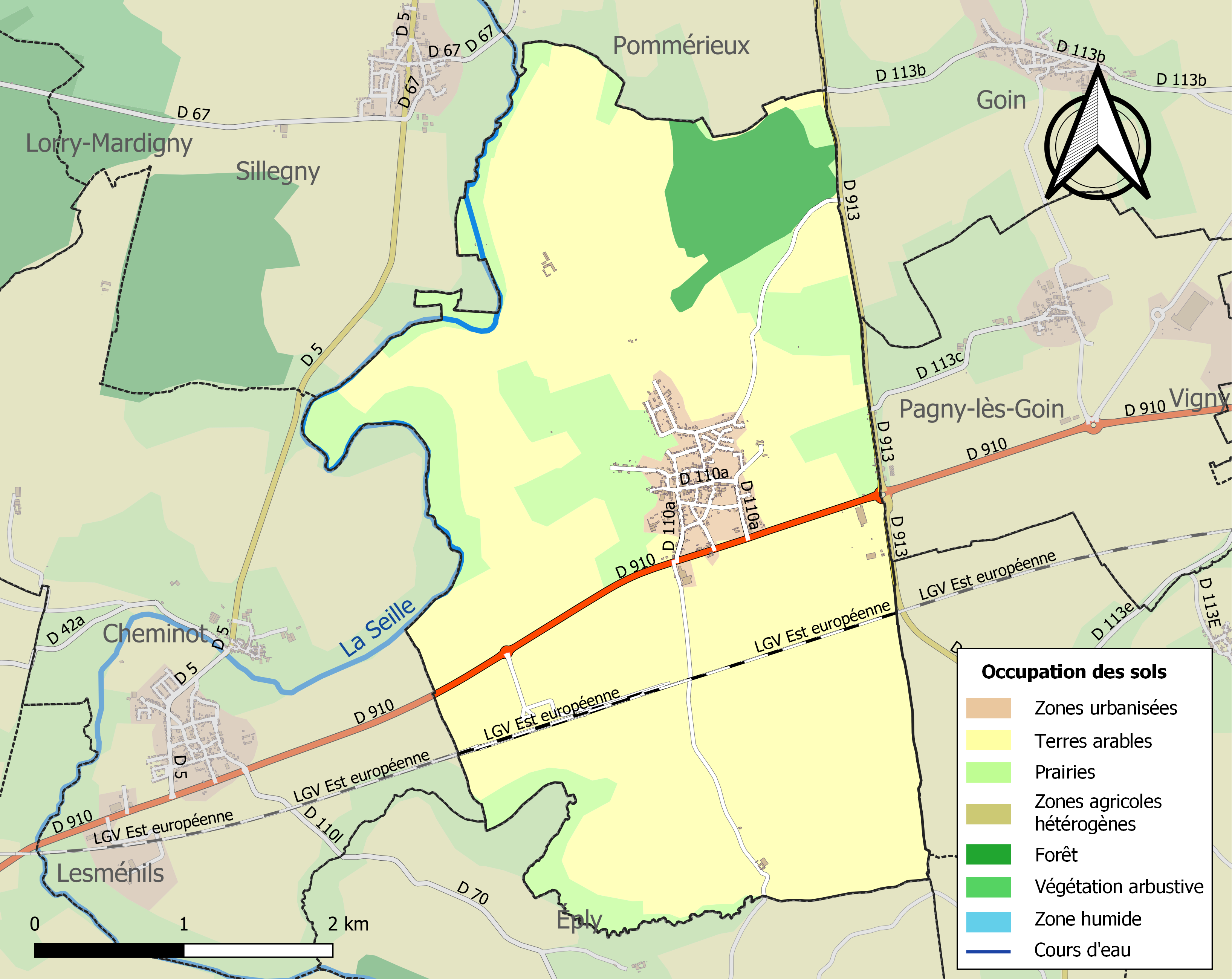
Carte des infrastructures et de l'occupation des sols de la commune en 2018 (CLC).

## Toponymie
- Louvigny vient de Lupusacum, littéralement "chez Loup" ou "à Loup" signifiant l'appartenance du lieu à une personne s'appelant Loup. Cette racine a donné l'ensemble des homonymes et paronymes du village.
- Anciennes mentions : Loviniacum (1130) ; Louveney, Loveney (1308) ; Loweny (XVe siècle) ; Loveney (1404); Loweney (1436) ; Louveneyum (XVIe siècle) ; Louvegny (XVIe siècle) ; Louveneyo, Louvigni (1544) ; Lovigny (XVIIe siècle) ; Louigni (XVIIe siècle)[16].
- 1915–1918 : Loveningen, 1919-1939 : Louvigny-sur-Seille, 1940–1944 : Loweningen.
- En lorrain : Lovni[16].

## Histoire
- En 1387, l'évêque de Metz fit assiéger les trois maisons fortes de Louvigny.
- Division en plusieurs fiefs jusqu'au début du XVe siècle.
- Le sort de Louvigny dépendit des nombreuses guerres entre Lorrains et Messins jusqu'en 1604, date à laquelle fut conclu le traité de Nomeny : Louvigny appartint alors à l'Évêché de Metz.
- La commune est rattachée à la France lors de l'annexion des Trois-Évêchés en 1648.
- Dommages en 1914-1918.
- Comme les autres communes de Moselle, Louvigny fut annexée à l’Empire allemand de 1871 à 1918 et au IIIe Reich de 1940 à 1944. Louvigny sera baptisée « Loveningen » pendant la première annexion, et « Loweningen (Westmark) » lors de la seconde annexion.
- De 1790 à 2015, Louvigny était une commune de l'ex-canton de Verny.

## Politique et administration

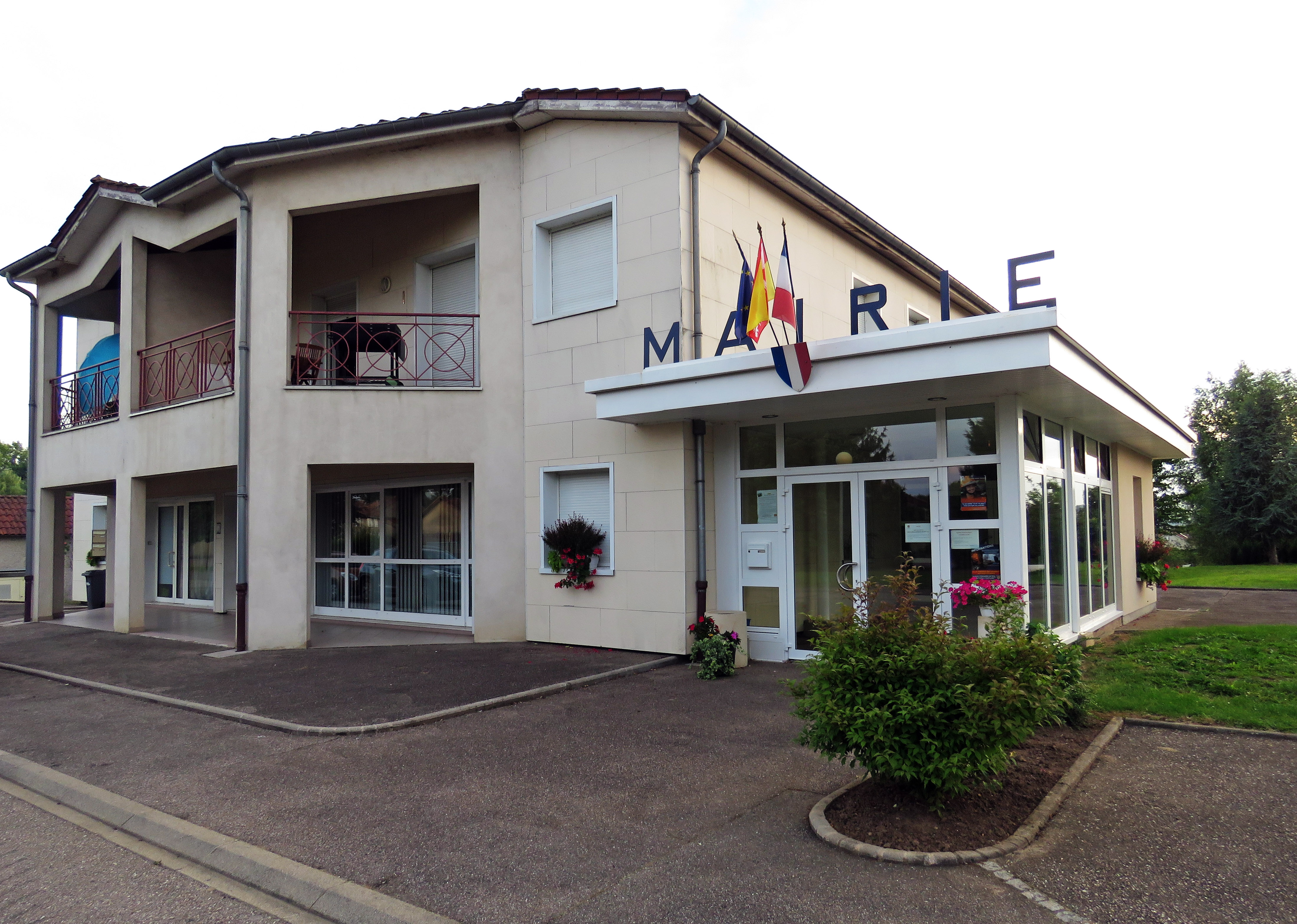
La mairie.

| Période                                  | Période  | Identité           | Étiquette | Qualité                                                                            |
| ---------------------------------------- | -------- | ------------------ | --------- | ---------------------------------------------------------------------------------- |
| Les données manquantes sont à compléter. |          |                    |           |                                                                                    |
| septembre 2014                           | En cours | Brigitte Torloting | UDI       | Maire, Présidente de la Communauté de communes Conseillère regionale (depuis 2015) |

## Démographie
L'évolution du nombre d'habitants est connue à travers les recensements de la population effectués dans la commune depuis 1793. Pour les communes de moins de 10 000 habitants, une enquête de recensement portant sur toute la population est réalisée tous les cinq ans, les populations de référence des années intermédiaires étant quant à elles estimées par interpolation ou extrapolation. Pour la commune, le premier recensement exhaustif entrant dans le cadre du nouveau dispositif a été réalisé en 2004.

En 2022, la commune comptait 879 habitants, en évolution de −3,3 % par rapport à 2016 (Moselle : +0,52 %, France hors Mayotte : +2,11 %).
| 1793 | 1800 | 1806 | 1821  | 1836 | 1841 | 1861 | 1866 | 1871 |
| ---- | ---- | ---- | ----- | ---- | ---- | ---- | ---- | ---- |
| 834  | 691  | 822  | 1 042 | 900  | 939  | 877  | 879  | 811  |

| 1875 | 1880 | 1885 | 1890 | 1895 | 1900 | 1905 | 1910 | 1921 |
| ---- | ---- | ---- | ---- | ---- | ---- | ---- | ---- | ---- |
| 822  | 809  | 779  | 733  | 692  | 640  | 666  | 647  | 558  |

| 1926 | 1931 | 1936 | 1946 | 1954 | 1962 | 1968 | 1975 | 1982 |
| ---- | ---- | ---- | ---- | ---- | ---- | ---- | ---- | ---- |
| 590  | 576  | 531  | 411  | 483  | 417  | 411  | 501  | 677  |

| 1990 | 1999 | 2004 | 2006 | 2009 | 2014 | 2019 | 2022 | - |
| ---- | ---- | ---- | ---- | ---- | ---- | ---- | ---- | - |
| 680  | 724  | 728  | 737  | 797  | 889  | 880  | 879  | - |

### Culte
L'église de Louvigny se trouve dans le centre du village. Elle est dédiée à saint Côme et à saint Damien.

### Enseignement
Le village possède une école maternelle et une école élémentaire toutes les deux regroupées au sein du groupe scolaire "Des Racines et des Ailes".

## Culture locale et patrimoine

### Lieux et monuments

#### Édifices civils

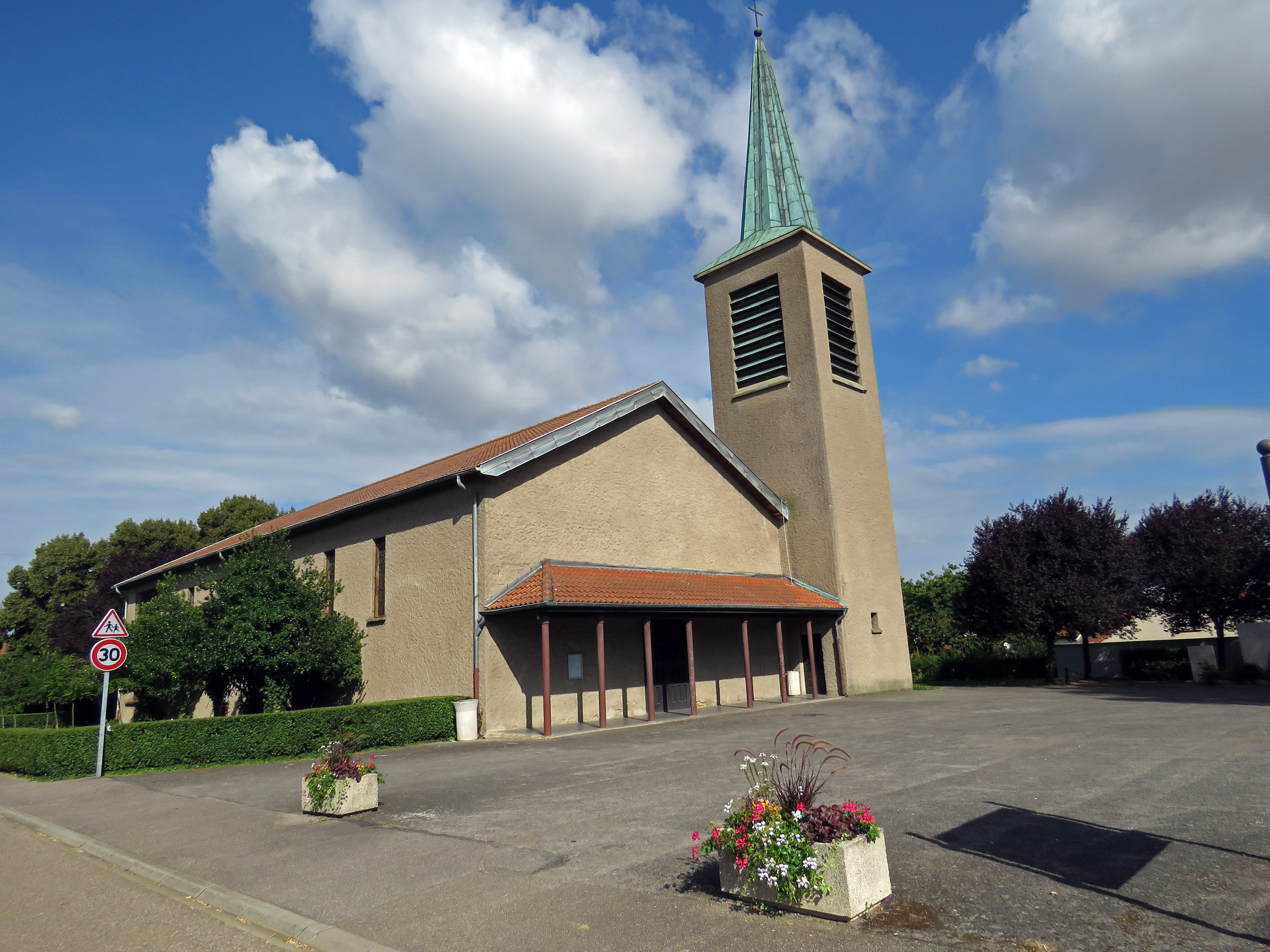
Église Saints-Côme-et-Damien de Louvigny.

- Passage d'une voie romaine ; vestiges au lieu-dit la Grande Corvée.
- Louvigny compte trois châteaux datant du XIVe siècle. Assiégées puis incendiées en 1387 par l'armée de l'évêque de Metz. Le château actuel cité en 1444, édifié pour empêcher le duc de Lorraine de s'approprier le Pays messin, de plan quadrangulaire, pourvu de tours, bordé par un fossé. Le château fut très gravement endommagé durant la Première Guerre mondiale et un long travail de consolidation a été entrepris grâce à des chantiers de jeunes (stages internationaux en juillet avec des Russes, Polonais). Malgré son état il est encore possible de le visiter.

L'édifice sous l'intitulé de "Maison-forte de Louvigny" est l'objet d'une inscription au titre des monuments historiques par arrêté du 2 novembre 1994.
- Maison-forte détruite par les Suédois en 1633.
- Cimetière israélite, le conseil municipal autorisa la création du cimetière en 1797[22].

#### Édifices religieux
- Église Saints-Côme-et-Damien 1751, détruite en 1944, remplacée par une église moderne.
- Ancienne synagogue construite entre 1830 et 1840 puis désaffectée avant 1940 et détruite. Elle se situait rue des Marronniers.

### Personnalités liées à la commune
- L'historien spécialiste de la toponymie française Paul A. Piémont (1912 - 1984) est né dans la commune. Il est l'auteur de trois ouvrages édités à compte d'auteur : l'établissement de la frontière linguistique franco-germanique en 1963 (prix historique de l'Académie nationale de Metz), puis La toponymie. Conception nouvelle en 1969 et L'origine des frontières linguistiques en Occident en 1981 qui ont été reçus avec réserve et contestés par ses confrères historiens[23]. Il y propose en particulier une analyse du sens des lieux-dits de Louvigny qu'il étend ensuite de manière plus générale sur les toponymes d'Europe.

### Héraldique
| Blason de Louvigny | Blason  | De gueules à la roue d'or, accompagnée de trois roses d'argent, boutonnées d'or et pointées de sinople. |
| Blason de Louvigny | Détails | Le statut officiel du blason reste à déterminer.                                                        |

## Pour approfondir